# ミスジアオイロウミウシ
ミスジアオイロウミウシ（学名: Chromodoris lochi）は、イロウミウシ科 (Chromodorididae) の色鮮やかなウミウシ（海生腹足類軟体動物）の一種である。

## 分布
本種は熱帯西太平洋で見られ、南半球のグレート・バリア・リーフから北半球のフィリピンまで分布ていることが知られている。

## 特徴
ミスジアオイロウミウシは、青あるいは青白い色をしており、通常3本の暗いあるいは黒の体に沿った縦線がある。個体は少なくとも全長34 mmに達する。この種の個体間ではある程度の差異があり、えらや触角の色は半透明の麦わら色からピンクおよび明るいオレンジ色まで様々である。
本種の外観はミゾレウミウシ (Chromodoris willani) やクロモドーリス・ボウケティ (Chromodoris boucheti)、ダイアナウミウシ (Chromodoris dianae) と非常によく似ており、見分けることは困難である。最も特徴的な要素は外套膜が単一の色であることと他の種には存在する白い斑点がないことである。

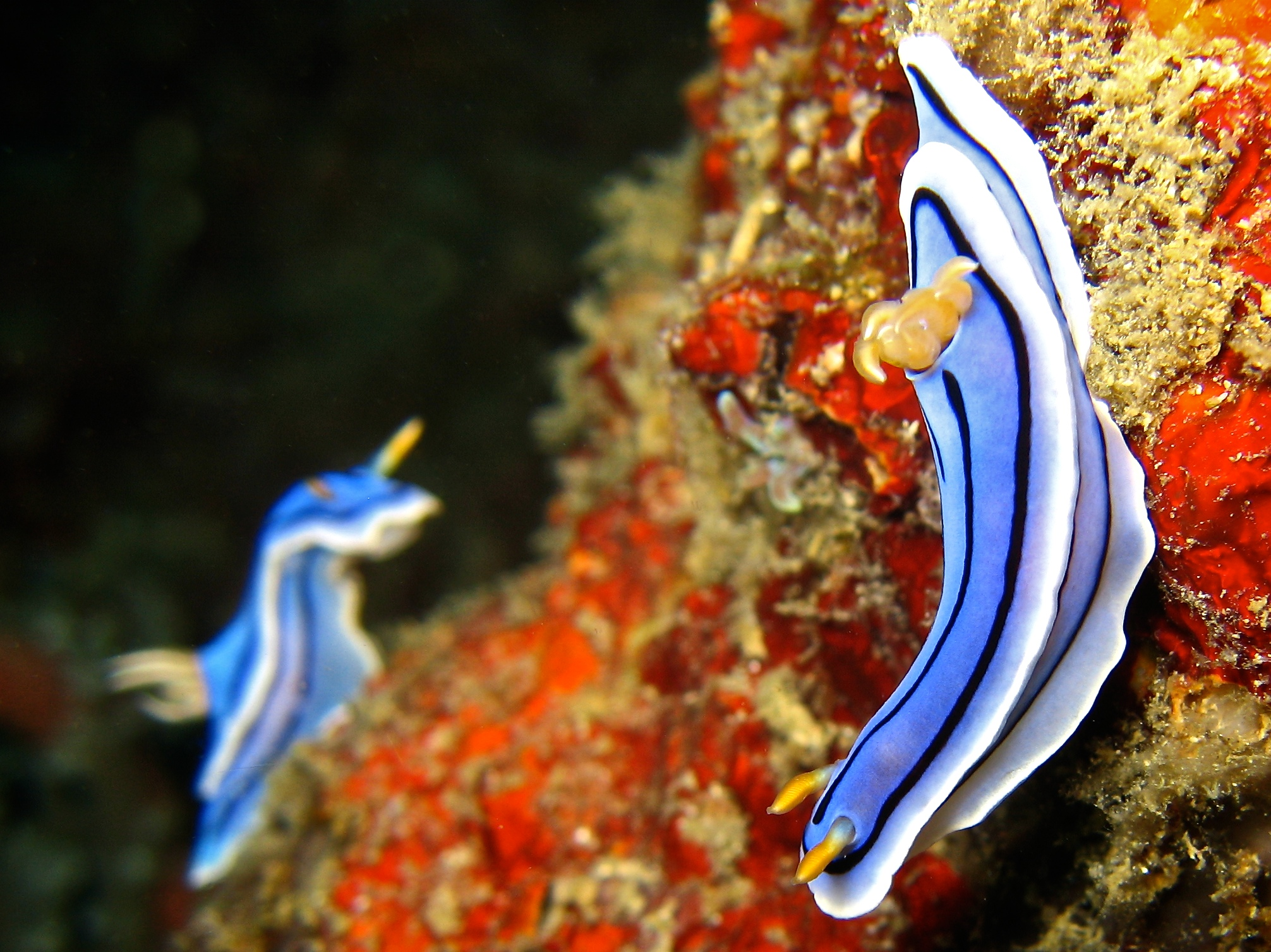
フィリピン・プエルト・ガレラのChromodoris lochi
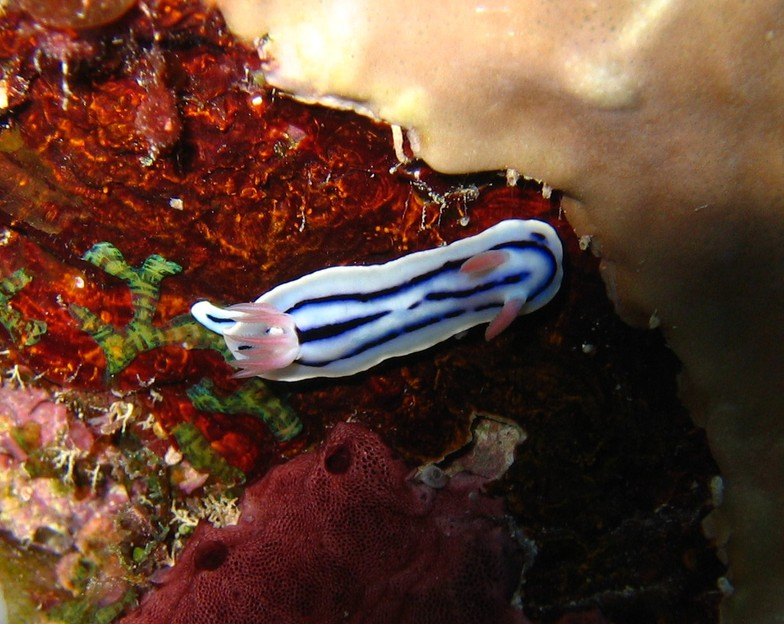
パプアニューギニアのChromodoris lochi
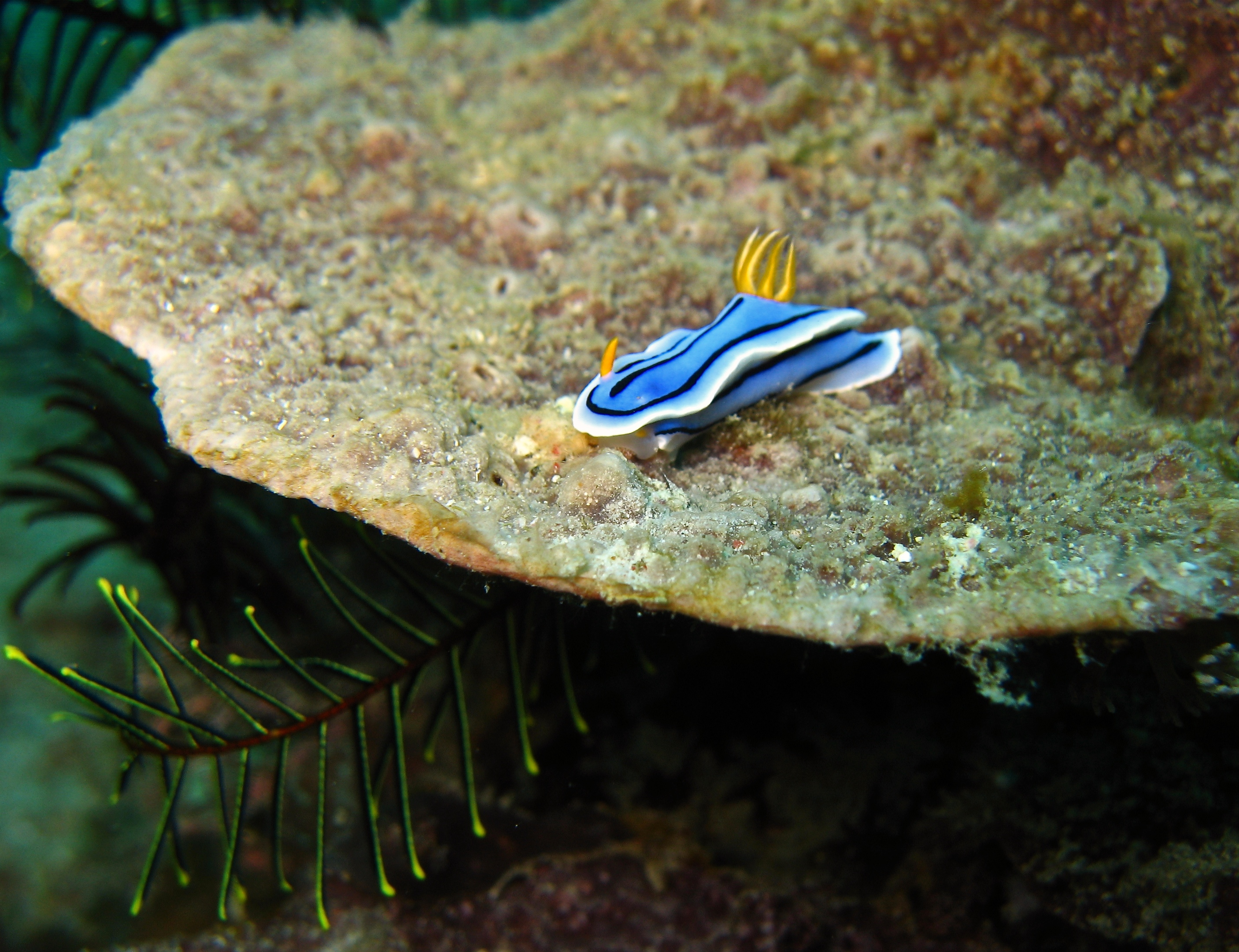
触角が一つ欠けているフィリピン・プエルト・ガレラのChromodoris lochi

## 生態学
ミスジアオイロウミウシは、多くのウミウシと同様に、海綿を餌とする。